# Doing Their Thing
Doing Their Thing (англ. Делать своё дело)— концертный DVD британской рок-группы Deep Purple. На этом видео записан 25-минутный концерт Deep Purple в телевизионной студии, снятый компанией «Granada Television» 21 августа 1970 года. Выпущен в 1990 году.

## Треки
1. «Speed King» (Paice/Lord/Blackmore/Gillan/Glover)
2. «Child in Time» (Paice/Lord/Blackmore/Gillan/Glover)
3. «Wring That Neck» (Lord/Simper/Blackmore/Paice)
4. «Mandrake Root» (Lord/Evans/Blackmore)

## Состав
- Иэн Гиллан — вокал
- Ричи Блэкмор — гитары
- Роджер Гловер — бас-гитара
- Джон Лорд — клавишные
- Иэн Пейс — ударные